# Championnat de Colombie de football 1966
Navigation
Saison précédente Saison suivante
La saison 1966 du Championnat de Colombie de football est la dix-neuvième édition du championnat de première division professionnelle en Colombie. Les quatorze meilleures équipes du pays sont regroupées au sein d'une poule unique, où elles s'affrontent quatre fois, deux fois à domicile et deux fois à l'extérieur. À l'issue de la compétition, il n'y a ni promotion, ni relégation.
C'est l'Independiente Santa Fe qui remporte la compétition, après avoir terminé en tête du classement final, avec trois points d'avance sur l'Independiente Medellin et cinq sur le Deportivo Pereira. C'est le quatrième titre de champion de l'histoire du club.
Cette édition marque le retour à la compétition de l'Atlético Junior, après douze années d'absence. De plus, à la suite de l'élargissement de la Copa Libertadores, ce sont le champion et son dauphin qui obtiennent leur billet pour la compétition.

## Les clubs participants
| - Independiente Santa Fe - CD Los Millonarios - Deportes Tolima - Atlético Bucaramanga - Once Caldas - Independiente Medellin - Unión Magdalena | - Atlético Nacional - Deportivo Pereira - América de Cali - Cucuta Deportivo - Deportes Quindio - Deportivo Cali - Atlético Junior |

## Compétition
Le barème utilisé pour établir le classement est le suivant :
- Victoire : 2 points
- Match nul : 1 point
- Défaite : 0 point

### Classement
| Rang | Équipe                 | Pts | J  | G  | N  | P  | Bp  | Bc  | Diff |
| ---- | ---------------------- | --- | -- | -- | -- | -- | --- | --- | ---- |
| 1    | Independiente Santa Fe | 66  | 52 | 25 | 16 | 11 | 102 | 76  | +26  |
| 2    | Independiente Medellín | 63  | 52 | 25 | 13 | 14 | 106 | 73  | +33  |
| 3    | Deportivo Pereira      | 61  | 52 | 24 | 13 | 15 | 91  | 83  | +8   |
| 4    | Once Caldas            | 59  | 52 | 24 | 11 | 17 | 101 | 83  | +18  |
| 5    | CD Los Millonarios     | 58  | 52 | 23 | 12 | 17 | 98  | 88  | +10  |
| 6    | Deportivo CaliT        | 55  | 52 | 20 | 15 | 17 | 83  | 76  | +7   |
| 7    | Cúcuta Deportivo       | 54  | 52 | 19 | 16 | 17 | 77  | 72  | +5   |
| 8    | Atlético Junior        | 53  | 52 | 21 | 11 | 20 | 94  | 88  | +6   |
| 9    | Unión Magdalena        | 52  | 52 | 21 | 10 | 21 | 76  | 80  | -4   |
| 10   | América de Cali        | 48  | 52 | 16 | 16 | 20 | 60  | 69  | -9   |
| 11   | Atlético Bucaramanga   | 42  | 52 | 13 | 16 | 23 | 71  | 89  | -18  |
| 12   | Atlético Nacional      | 41  | 52 | 15 | 11 | 26 | 81  | 103 | -22  |
| 13   | Deportes Tolima        | 41  | 52 | 15 | 11 | 26 | 74  | 98  | -24  |
| 14   | Deportes Quindío       | 35  | 52 | 12 | 11 | 29 | 74  | 110 | -36  |

|  | Qualification pour la Copa Libertadores 1967 |
|  | T: Tenant du titre                           |

## Bilan de la saison
| Championnat de Colombie de football 1966 |                                   |
| Champion                                 | Independiente Santa Fe (4e titre) |
| Qualifications continentales             |                                   |
| Copa Libertadores 1967                   | Independiente Santa Fe            |
| Copa Libertadores 1967                   | Independiente Medellin            |
| Promotions et relégations                |                                   |
| Promus en Primera A                      | Aucun                             |
| Relégués en Primera B                    | Aucun                             |